# Енніо Масталлі
Енніо Масталлі (італ. Ennio Mastalli, нар. 31 жовтня 1958, Ліворно) — італійський футболіст, що грав на позиції півзахисника.
Виступав, зокрема, за клуб «Болонья», а також юнацьку збірну Італії.

## Клубна кар'єра
Народився 31 жовтня 1958 року в місті Ліворно. Вихованець футбольної школи клубу «Ліворно». Дорослу футбольну кар'єру розпочав 1974 року в основній команді того ж клубу, в якій взявши участь в одному матчі чемпіонату Серії С, забивши гол.
Своєю грою за цю команду привернув увагу представників тренерського штабу вищолігової «Болоньї», до складу якого приєднався 1975 року. Дебютував у Серії А 29 лютого 1976 року в матчі проти «Лаціо» (1:0). Протягом перших двох сезонів він провів лише п'ять матчів, але вже у сезоні 1977/78 роках він постійно виходив у стартовому складі. Найкращим його сезоном став наступний, в якому він вийшов на поле 20 разів і забив 2 голи. Всього відіграв за болонської команду наступні п'ять сезонів своєї ігрової кар'єри. 
1980 року перейшов до «Монци» з Серії B, де провів один сезон, після цього перейшов у «Катанію», з якою в сезоні 1982/83 років виграв підвищення в Серію А. Втім у вищому дивізіоні він майже не грав через травму, через яку він вибув на більшу частину сезону, а «Катанія» опинилася на останньому місці. У Серії В Масталлі знову грав у стартовому складі.
У 1985 році він погодився перейти в клуб Серії С1 «Фоджа», де провів сезон 1985/86, а потім повернувся до серії В, де грав за «Лечче» протягом двох сезонів, здобувши нове підвищення в Серію А в кінці сезону 1987/88.
Завершив ігрову кар'єру у нижчолігових командах «Кавезе» і «Порретта», за яку виступав до 1991 року. Загалом за свою кар'єру він провів 65 матчів і забив 3 голи в Серії A і 151 матч та забив 17 голів в Серії B.

## Виступи за збірну
1977 року дебютував у складі юнацької збірної Італії (U-20), у її складі був учасником тогорічного молодіжного чемпіонату світу.

## Особисте життя
Його син, Алессандро Масталлі, також став футболістом.